# Sigmund Romberg
Sigmund Romberg (Gross-Kanizsa, Hungría, 29 de julio de 1887 - Nueva York, Estados Unidos, 9 de noviembre de 1951) fue un compositor austrohúngaro de origen judío nacionalizado estadounidense, conocido sobre todo por sus operetas.
Estudió en Viena (Austria) y se estableció muy joven en Nueva York, donde residió el resto de su vida.

## Obra
Aparte de otras composiciones, de carácter ligero en su gran mayoría, es autor de las siguientes óperas cómicas, todas ellas representadas en Nueva York:
- The Midnight Girl
- The Girl from Buenos Street
- The Blue Paradise
- The Girl from Brazil
- Her Soldier Boy
- May Time